# Colby Stevenson
Colby Stevenson (ur. 3 października 1997 w Portsmouth) – amerykański narciarz dowolny, specjalizujący się w konkurencji slopestyle. W 2015 roku wystąpił na mistrzostwach świata w Kreischbergu, zajmując ósme miejsce. W zawodach Pucharu Świata zadebiutował 9 grudnia 2011 roku w Copper Mountain, zajmując 65. miejsce w halfpipe’ie. Pierwsze pucharowe punkty zdobył 4 marca 2012 roku w Mammoth Mountain, gdzie w slopestyle’u zajął 29. miejsce. Na podium zawodów tego cyklu po raz pierwszy stanął 28 stycznia 2017 roku w Seiser Alm, zwyciężając w tej samej konkurencji. Wyprzedzili tam Colina Wiliego ze Szwajcarii i Australijczyka Russella Henshawa. W styczniu 2020 roku zdobył złote medale w slopestyle’u oraz knuckle huck podczas Winter X Games 24 w Aspen. W Pucharze Świata w sezonie 2019/2020 zajął drugie miejsce w klasyfikacji slopestyle’u. Sezon później zdobył Kryształową Kulę za zwycięstwo w klasyfikacji OPP oraz Małą Krzystałową Kulę za triumf w klasyfikacji slopestyle'u. W marcu 2021 roku zdobył srebrny medal w slopestyle'u podczas mistrzostw świata w Aspen.

## Osiągnięcia

### Igrzyska olimpijskie
| Miejsce | Dzień     | Rok  | Miejscowość | Konkurencja | Zwycięzca      |
| ------- | --------- | ---- | ----------- | ----------- | -------------- |
| 2.      | 9 lutego  | 2022 | Pekin       | Big air     | Birk Ruud      |
| 7.      | 16 lutego | 2022 | Pekin       | Slopestyle  | Alexander Hall |

### Mistrzostwa świata
| Miejsce | Dzień       | Rok  | Miejscowość | Konkurencja | Zwycięzca        |
| ------- | ----------- | ---- | ----------- | ----------- | ---------------- |
| 8.      | 21 stycznia | 2015 | Kreischberg | Slopestyle  | Fabian Bösch     |
| 2.      | 13 marca    | 2021 | Aspen       | Slopestyle  | Andri Ragettli   |
| 17.     | 16 marca    | 2021 | Aspen       | Bir Air     | Oliwer Magnusson |

### Puchar Świata

#### Miejsca w klasyfikacji generalnej
- sezon 2011/2012: 250.
- sezon 2015/2016: 84.
- sezon 2016/2017: 85.
- sezon 2017/2018: 145.
- sezon 2018/2019: 27.
- sezon 2019/2020: 15.

Od sezonu 2020/2021 klasyfikacja generalna została zastąpiona przez klasyfikację Park & Pipe (OPP), łączącą slopestyle, halfpipe oraz big air.
- sezon 2020/2021: 1.
- sezon 2021/2022: 38.
- sezon 2022/2023: 18.
- sezon 2023/2024: 32.
- sezon 2024/2025: 13.

#### Miejsca na podium w zawodach
1. Seiser Alm – 28 stycznia 2017 (slopestyle) – 1. miejsce
2. Stubaital – 26 listopada 2017 (slopestyle) – 3. miejsce
3. Silvaplana – 30 marca 2019 (slopestyle) – 2. miejsce
4. Seiser Alm – 18 stycznia 2020 (slopstyle) – 3. miejsce
5. Mammoth Mountain – 31 stycznia 2020 (slopestyle) – 2. miejsce
6. Calgary – 15 lutego 2020 (slopestyle) – 2. miejsce
7. Aspen – 20 marca 2021 (slopestyle) – 1. miejsce
8. Silvaplana – 27 marca 2021 (slopestyle) – 1. miejsce
9. Stubai – 19 listopada 2022 (slopestyle) – 3. miejsce
10. Stubai – 23 listopada 2024 (slopestyle) – 1. miejsce
11. Aspen – 1 lutego 2025 (slopestyle) – 2. miejsce